# Kida Hinata
Kida Hinata (喜田 陽) (Oszaka, 2000. július 4. –) japán válogatott labdarúgó.

## Klub
A labdarúgást a Cerezo Osaka csapatában kezdte. 2017-ben J.League Kupa es Császár Kupa címet szerzett.

## Nemzeti válogatott
A japán U20-as válogatott tagjaként részt vett a 2019-es U20-as labdarúgó-világbajnokságon.